# Barry Weitzenberg
Charles Barry Weitzenberg (Palo Alto, 30 settembre 1946) è un ex pallanuotista statunitense, vincitore di una medaglia di bronzo a Monaco 1972.